# Диана Експрес (гурт)
Диана Експрес — болгарський рок-гурт, створений Мітко Штеревим 1974 в Ямболі.

## Історія гурту
У період 1974-1984 Штерев відкрив за допомогою гурту безліч молодих співаків, які потім стали зірками: Васил Найденов, Георгі Станчев та Ілія Ангелов.
Одна з найпопулярніших пісень гурту — «Синева» з Василем Найденовим, «Душа» з Георгі Стенчевим, «Блюз для двох» з Ілією Ангеловим. Гурт «Диана Експрес» був дуже популярним протягом десяти років.
У 1998 був випущений компакт-диск із найпопулярнішими піснями гурту, більшість яких виконала співачка Галія, у новій танцювальній постановці.

## Альбоми
- Диана Експрес (1974)
- Диана Експрес (1976)
- Молитва за дъжд (1981)
- Златна ябълка (1983)
- Диана Експрес V (1984)
- Най-доброто от "Диана Експрес (1998)
- Златна колекция — 30 години (2005)

## Найвідоміші пісні
- «Утре»
- «Душа» — Първа награда на «Мелодия на годината» 1980
- «Влюбено сърце»
- «Молитва за дъжд»
- «Блус за двама»
- «Наследство»
- «Балада за Пловдив»
- «Признание»
- «Изгубена любов»
- «Минавам на червена светлина»
- «Всяка песен е любов»
- «Есен»'
- «Златна ябълка»
- «Нежно постоянство»
- «Какво не ти достига»
- «Синева»
- «Диана и ловецът»
- «Хоровод»
- «Родопчанка»